# Kristian Lipar
Kristian Lipar (Zagreb, 7. ožujka 1990.), hrvatski je vaterpolist. Bivši je igrač Solarisa. Visok je 200 cm i težak 105 kg.

## Vanjske poveznice
- Kristian Lipar iz Medvešćaka novo je pojačanje Vaterpolo kluba Solaris